# Leo Hayter
Leo Hayter (født 10. august 2001 i London) er en professionel cykelrytter fra Storbritannien, der senest kørte for Ineos Grenadiers. Han er lillebror til Ethan Hayter.